# Priseaca
Priseaca es una comuna ubicada en el distrito de Olt, Rumania.

## Superficie
Posee una superficie de 34,58 kilómetros cuadrados.

## Demografía
Hasta 2021 la población era de 1291 habitantes, con una densidad de población de 37,33 habitantes por kilómetro cuadrado.